# Mid Europe
Mid EUROPE ist ein internationales Musikfestival im Bereich der Blasmusik, das jährlich in Schladming und Haus im Ennstal stattfindet. Es zählt nach eigenen Angaben zu den bedeutendsten internationalen Blasmusikfestivals und präsentiert  Blasmusikstile aus aller Welt. Das Mid Europe steht für Blasmusik in einer Vielzahl von Facetten und Genres, musikalische Highlights und Marschshows, Open-Air- und Kirchenkonzerte und Musik aus aller Welt.

## Geschichte
Das Festival wurde 1998 ins Leben gerufen, nachdem Schladming 1997 Gastgeber der WASBE-Konferenz (World Association for Symphonic Bands and Ensembles) war. Die positive Resonanz auf diese Veranstaltung führte zur Gründung von Mid EUROPE im darauffolgenden Jahr. Seitdem hat sich das Festival stetig weiterentwickelt und international etabliert. Künstlerischer Leiter ist seit dem Jahr 2000 Prof. Johann Mösenbichler.
Die internationale Beteiligung am Festival sticht besonders hervor, denn jährlich nehmen über tausend Musiker aus etwa 15 Nationen an dem Festival Mid EUROPE teil. Diese internationale Vielfalt fördert den kulturellen Austausch und bietet den Besuchern ein breites Spektrum an musikalischen Stilrichtungen. Im Jahr 2025 findet bereits die 26. Ausgabe des Festivals vom 8. bis 12. Juli statt.

## Veranstaltungsorte
Eine Vielzahl der Veranstaltungen von Mid EUROPE finden im Congress Schladming statt. Zusätzlich werden Open-Air-Konzerte auf verschiedenen Bühnen in Schladming und Haus im Ennstal durchgeführt. Kirchenkonzerte und Workshops ergänzen das vielfältige Programm.

## Programm und Highlights
Das Mid EUROPE bietet ein umfangreiches Programm mit vielen Hallen- und Open-Air-Konzerten. Zu den besonderen Highlights zählen:
- Kids in Concert: Ein Konzert für Kinder, das ihnen die Welt der Blasmusik näherbringt.[7]
- Lange Nacht der Musik: Ein Stadtfest in Schladming mit vier Bühnen, zahlreichen Freiluftkonzerten und Kidsarea.[8]
- Schladming TATTOO: Eine spektakuläre Marsch- und Showveranstaltung mit internationalen und nationalen Marchingbands.[6]
- World Youth Wind Orchestra Project (WYWOP): Das Welt Jugend Blasorchester Projekt ist eine musikalische und kulturelle Erfahrung für Musikerinnen und Musiker im Alter von 18–32 Jahren, eine Woche gemeinsam zu Musizieren und neue Freundschaften zu schließen. Während des einwöchigen Aufenthalts haben sie die Möglichkeit mit internationalen Dirigenten, Komponisten und Stimmführern zu arbeiten.[9]
- World Adult Wind Orchestra Project (WAWOP): Ein inspirierendes Projekt für Blasorchester-Musiker aus der ganzen Welt. Darunter befinden sich Bandleiter, Musiklehrer, Mitglieder von Musikkapellen und Musikliebhaber.[9]

## Bedeutung und Rezeption
Das Mid EUROPE hat einen hohen Stellenwert in der Region. Es hat im Laufe der Jahre einen internationalen Ruf erlangt und zieht jährlich mehr als 10.000 Besucher an. Es bietet sowohl Einheimischen als auch Gästen ein hochwertiges kulturelles Programm und trägt zur Förderung der Blasmusik sowie des internationalen Kulturaustauschs bei.